# Ibrahim Diabate
Ibrahim Yalatif Diabate (* 17. November 1999 in Bouaké) ist ein ivorischer Fußballspieler. Seit 2025 steht er beim Göteborger Klub GAIS in der Allsvenskan unter Vertrag.

## Sportlicher Werdegang
Von der Académie MimoSifcom kommend schloss sich Diabate 2016 den ASEC Mimosas an. Der Klub verlieh ihn zunächst an Ivoire Academie in die Ligue 2, ehe der Stürmer im September 2017 für den Erstligisten debütierte. 2018 wechselte er nach Europa, wo er sich dem spanischen Klub RCD Mallorca anschloss. Hier spielte er anfangs für die Reservemannschaft in der viertklassigen Tercera División, wo er mit 16 Saisontoren auf sich aufmerksam machte. Der FC Sevilla lieh ihn daraufhin mit einer Kaufoption ausgestattet aus, bei den Andalusiern lief er jedoch ausschließlich für die in der Segunda División B auflaufende Reservemannschaft auf und verpasste mit nur vier Drittligatoren, den Klub von sich zu überzeugen. Im Januar 2021 feierte er sein Debüt für die RCD-Wettkampfmannschaft zunächst in der Copa del Rey und kurze Zeit später in der Segunda División als Einwechselspieler für Dani Rodríguez. Kurz vor Ende der Winterwechselperiode wurde er bis Sommer 2021 an Atlético Madrid verliehen, kam aber hier auch nur in der drittklassig spielenden Reservemannschaft zum Einsatz. Nach seiner Rückkehr zu RCD Mallorca stieg er im Sommer 2022 als Meister der zwischenzeitlich eingeführten Tercera Federación in die Drittklassigkeit auf, verpasste mit der Mannschaft dort jedoch den Klassenerhalt.
Nach Auslaufen seines Vertrags schloss sich Diabate im Juli 2023 dem schwedischen Zweitligisten Västerås SK an, bei dem er einen bis Ende 2024 gültigen Vertrag unterzeichnete. Am Ende der Zweitliga-Spielzeit 2023 wurde er mit dem Klub Zweitligameister und spielte in der folgenden Spielzeit 2024 20 Erstligapartien, als Tabellenletzter verpasste er mit dem Klub jedoch den Klassenerhalt. Anschließend wechselte er ablösefrei innerhalb der höchsten schwedischen Spielklasse zum Göteborger Klub GAIS, wo er einen Kontrakt mit vier Jahren Laufzeit vereinbarte.